# 3D Monster Maze

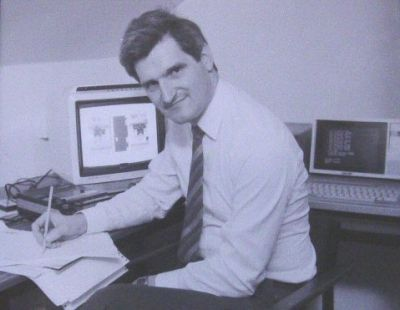
Malcolm Evans

3D Monster Maze ist ein Computerspiel für den Sinclair ZX81, das 1981 von Malcolm Evans entwickelt wurde. Es existieren zwei Veröffentlichungen, eine von J.K. Greye Software mit Copyright des Jahres 1981 und eine von New Generation 1982. In manchen Quellen wird es als erstes 3D-Computerspiel für Homecomputer bezeichnet. Es existieren allerdings frühere Spiele mit Egoperspektive und 3D-Elementen, zumeist Weltraum- oder Flugsimulationen, wie Star Raiders oder der Flight Simulator (1980).

## Spielbeschreibung
Bei dem Spiel handelt es sich um ein Adventure-Labyrinthspiel (Maze) aus der Egoperspektive. Der Spieler muss aus einem 16 × 16 Felder-Irrgarten entkommen, ohne von einem Tyrannosaurus rex gefressen zu werden. Bei jedem Spielbeginn wird per Zufall ein neues Labyrinth generiert. Neben der 3D-Sicht erhält der Spieler in einer Statuszeile einen von sechs Sätzen, der Hinweise auf die Aktivität bzw. Entfernung des Dinosauriers enthält.
Die Eingabe erfolgt über die Cursor-Tasten der Folientastatur; zusätzlich kann die Geschwindigkeit variiert werden. Für jeden Schritt durch das Labyrinth werden Punkte vergeben.

## Entwicklung
1982 wurde 3D Monster Maze von J.K. Greye Software erstmals auf Compact Cassette veröffentlicht. Entwickelt und programmiert wurde es 1981 von Malcolm Evans in BASIC und Maschinensprache, der es 1982 ebenfalls herausbrachte. 3D-Spiele gab es bereits ab Mitte der 1970er-Jahre zuvor für Arcade-Automaten und Großrechner.
Das Spiel war sehr erfolgreich und wurde auch auf andere Plattformen, z. B. DOS und Windows, auch in Farbgrafik portiert. Das Original wird heute meist über einen Emulator gespielt.

## Technik

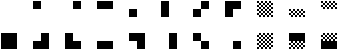
ZX-81-Blockgrafik

Das Spiel verfügt über eine einfache schwarz-weiß Blockgrafik, die aus mehreren Sonderzeichen zusammengesetzt ist (siehe Bild). Das Grafikfenster besteht aus 25 × 24 Pixel, die jedoch in Höhe und Breite verdoppelt werden. Zusätzlich gibt es die Textzeile und eine Punkteanzeige. Eine Speichererweiterung von 16 KB ist Voraussetzung.
Musik- oder Tonausgabe waren noch nicht vorhanden.

## Portierungen
- DOS
- Windows (in Farbe)
- Palm Pilot